# Joris van der Haagen
Joris van der Haagen ou Joris Abrahamsz. van der Haagen (vers 1615, ? - 1669, La Haye) est un peintre néerlandais du siècle d'or. Il est connu pour ses peintures de paysages.

## Biographie
Il est né vers 1615, mais son lieu de naissance n'est pas connu. Les registres d'archive témoignent du fait que l'artiste a commencé sa carrière dans la peinture à Arnhem. Il a appris la peinture auprès de son père Abraham van der Haagen. À la mort de son père en 1639, il quitte Arnhem et s'installe à La Haye. Il devient membre de la Guilde de Saint-Luc de La Haye en 1643. Il est ensuite nommé citoyen honoraire de la ville de La Haye en 1644. Il est l'un des membres fondateurs de la Confrérie Pictura, une association de peintres de La Haye.
Il meurt en 1669 à La Haye et y est enterré le 23 mai 1669.

## Œuvres
- Environs d'Arnhem Musée des Beaux-Arts de Carcassonne
- Paysage avec un pêcheur au carrelet[2], Rijksmuseum, Amsterdam
- Paysage avec des baigneurs[3], Rijksmuseum, Amsterdam
- Paysage de Schwanenturm près de Clèves[4], Rijksmuseum, Amsterdam
- Petite pâture avec du bétail dans les bois[5], Musée Bredius, La Haye